# جان فورمن (بازیکن فوتبال)
جان فورمن (انگلیسی: John Foreman; ۶ اکتبر ۱۹۱۳ – ۱۹۶۴ (۵۰−۵۱ سال)) بازیکن فوتبال بود.
از باشگاه‌هایی که در آن بازی کرده‌است می‌توان به باشگاه فوتبال وستهام یونایتد اشاره کرد.